# جان دي براندت
جان دي براندت (20 يناير 1959 في بلجيكا - ) هو لاعب كرة طائرة بلجيكا.